# Henry Hering

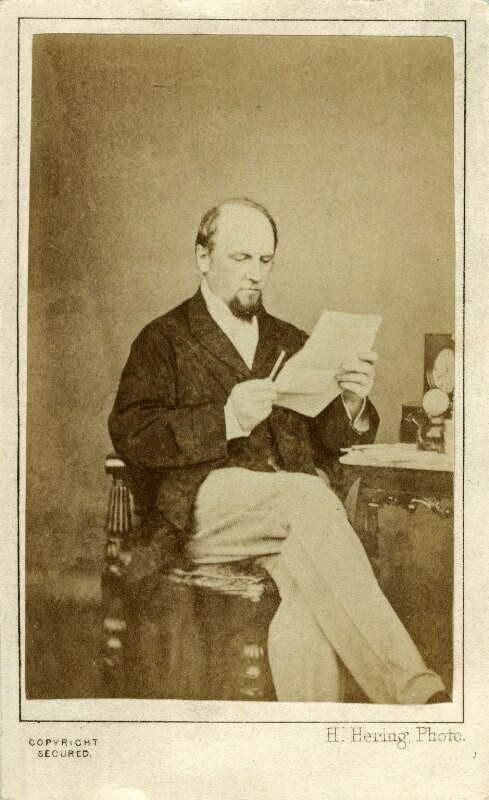
Henry Hering: Sir Charles

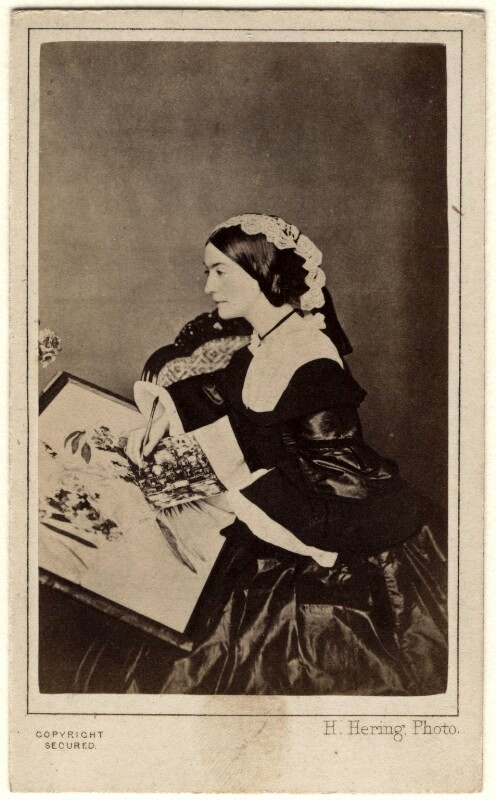
Henry Hering: Lady Canning

Henry Hering (1814 – 23. dubna 1893) byl portrétní fotograf působící v Londýně v polovině 19. století. Nejznámější je díky své průkopnické práci v lékařské fotografii, která zaznamenávala fyzický stav pacientů „před“ léčbou a „po“ léčbě v Bethlehemské královské nemocnici na předměstí Londýna.

## Životopis
Henry Hering se narodil v roce 1814 v St. Marylebone ve Westminsteru v Londýně a byl pokřtěn 13. srpna 1817. Byl několikrát ženatý, poprvé s Hannah Hussey (1815–1831) a podruhé s Elizou (1813–1879). Pár měl tři děti, dva chlapce a dívku. Od útlého věku byl Henry učedníkem v rodinném obchodě (knihkupectví a vydavatelství) na 9 Newman Street, Oxford Street, Westminster. V roce 1836 po svém otci Jamesovi podnik převzal. Jeho komerční úspěch jako fotograf ho učinil bohatým mužem a v roce 1873 uzavřel své studio v Londýně pro odchod do důchodu ve městě Redhill v Surrey County. Jeho manželka Eliza zemřela v roce 1879. O pět let později Hering způsobil menší skandál, když se potřetí oženil. Tentokrát s Louisou, jejich dvaadvacetiletou hospodyní. Louisa v roce 1893 zdědila velké bohatství, které však před svou smrtí v roce 1909 rychle utratila.

### Odborná činnost
Od roku 1836 do roku 1843 převzal rodinný podnik. V roce 1843 se spojil s Henrym Remingtonem a o rok později byl obchod přemístěn na Regent Street čp. 137. Partnerství se však v roce 1856 rozpadlo, když se Hering rozhodl věnovat pouze fotografii. Každoročně vystavoval svá díla na výstavě Fotografické společnosti.
Rozsah jeho komerčních a uměleckých aktivit je patrný v katalogu Catalogue of photographs by H. Hering, photographer and publisher to the Queen, 137, Regent Street, London, vydaném asi v roce 1860.
Na začátku 60. let se Hering stal londýnským agentem několika významných zahraničních fotografů, jako byli Fratelli Alinari, Felice Beato nebo Frères Bisson. Například Beato (asi 1834–1907) byl cestovatel a jeden z prvních fotografů ve východní Asii, který je známý svými portréty, pohledy a panoramaty architektury a krajiny z Asie a oblasti Středozemního moře. Když se Beato vrátil v říjnu 1861 do Anglie, prodal 400 svých fotografií z Indie a Číny Heringovi.
V roce 1863 byl Hering obviněn ve vydání červencového Fotografická věstníku od pana Romeho, člena Fotografické společnosti Bengal, Calcutta, aby poskytl své autorské právo pro fotografie Sira Charlese a Lady Canning, které publikoval Hering ve formátu „vizitky“. Obvinění vyvolalo rozruch v londýnském fotografickém mikrokosmu, protože Hering byl jmenován dvorním fotografem.
Heringova odpověď byla zveřejněna v srpnu. Dostal negativy Úřadu generálního guvernéra Indie se souhlasem je zveřejnit; také získal povolení od matky a sestry Lady Canningové (zemřelé) zveřejnit její fotografii. Generální guvernér jej nikdy neinformoval, že fotografie jsou dílem pana Romeho. Hering evokuje řadu vlastních děl, kde se stal obětí „pirátů“.
Je velmi ironické, že Hering je dnes uznáván pro řadu fotografií, které nebyly připisovány během jeho života jemu, ale Hughovi Welchovi Diamondovi, fotografovi a psychiatrovi. Jedná se o fotografie pořízené v letech 1856 až 1862 v Azylu pro duševně choré v Bethlem Royal Hospital na předměstí Londýna, díky čemuž se Hering stal průkopníkem v dokumentární a lékařské fotografii.
Poté, co byl Hering odměněn za svou uměleckou dokonalost na světovém veletrhu 1862 v Londýně, začal opouštět svět fotografie. V roce 1864 prodal svou tiskařskou a litografickou techniku, kterou měl k vydávání knih. V roce 1873 Hering odešel do důchodu.

## Fotograf aristokracie a umění
V 19. století fotografie vzkvétala. Velká studia v londýnských čtvrtích byla navštěvována bohatými a celebritami. Přišli si představovat portréty, jako jejich předkové pro malíře. Herci a herečky v divadelních kostýmech.
Od roku 1854 byly populárním formátem carte de visite. Tyto fotografické vizitky byly předmětem sbírek. Vyráběly je miliony v 60. letech 20. století a poté na konci 70. let 20. století byly nahrazeny „kartotékami“ ve větším a silnějším formátu. Který byl v 90. letech 20. století nahrazen „pohlednicemi“.

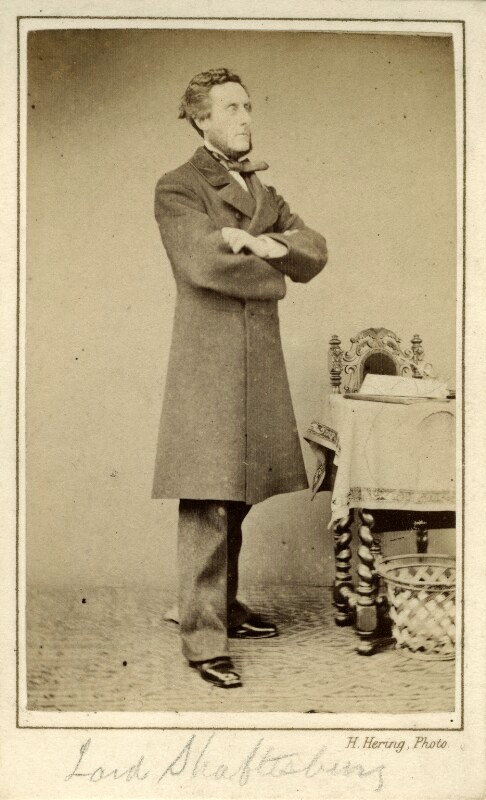
Lord Shaftesbury
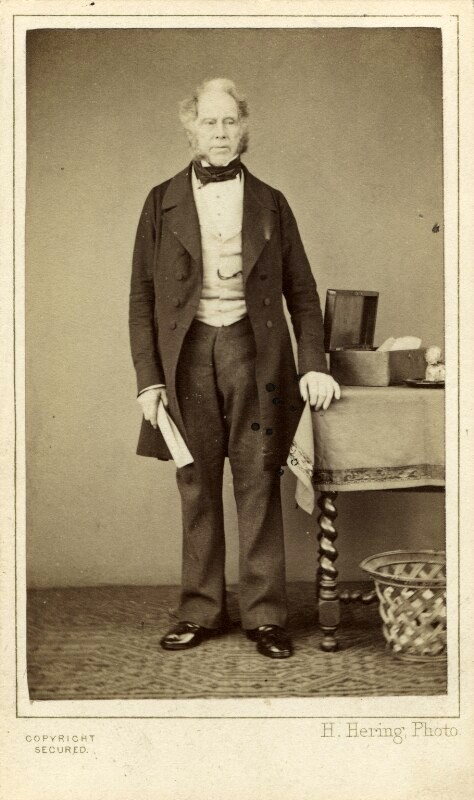
Henry Temple
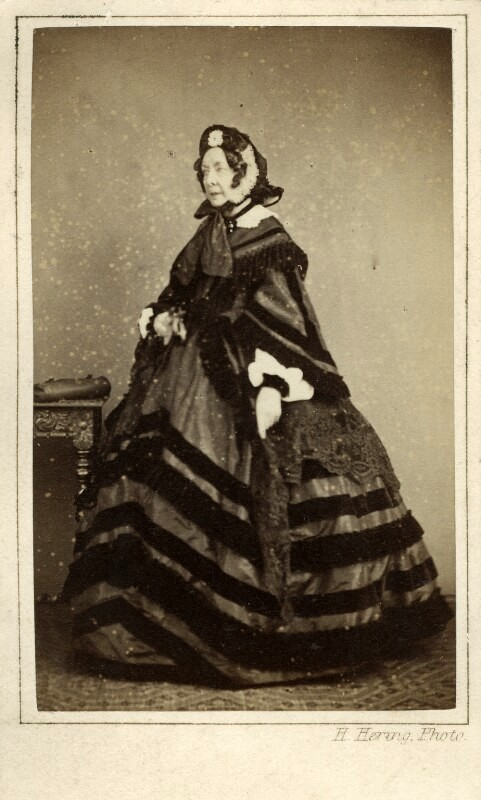
Lady Palmerston
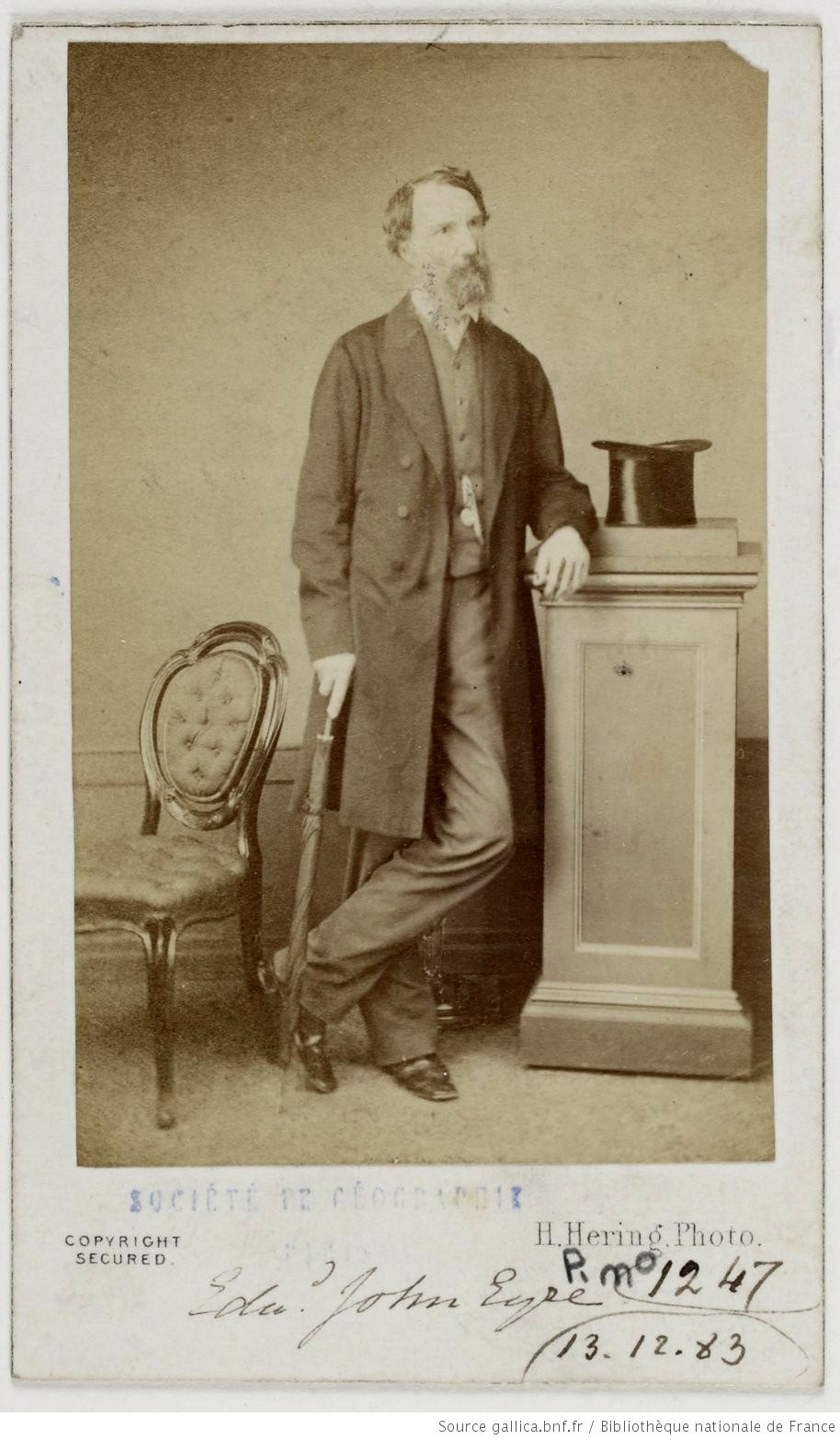
Edward John Eyre
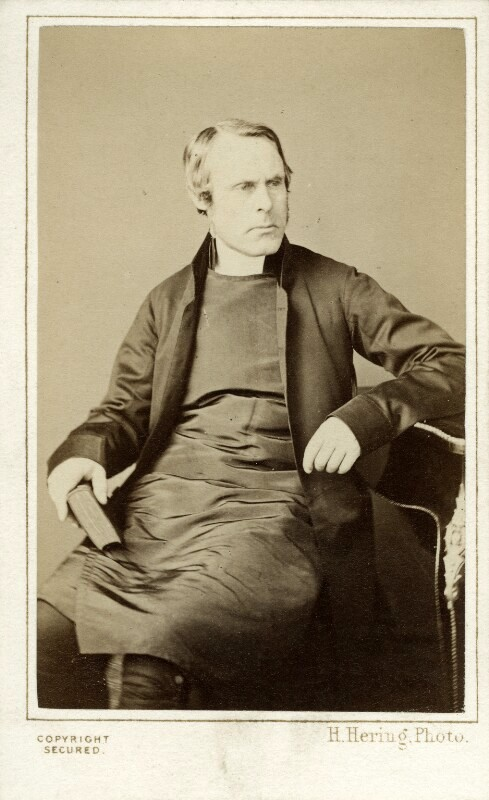
John Jackson
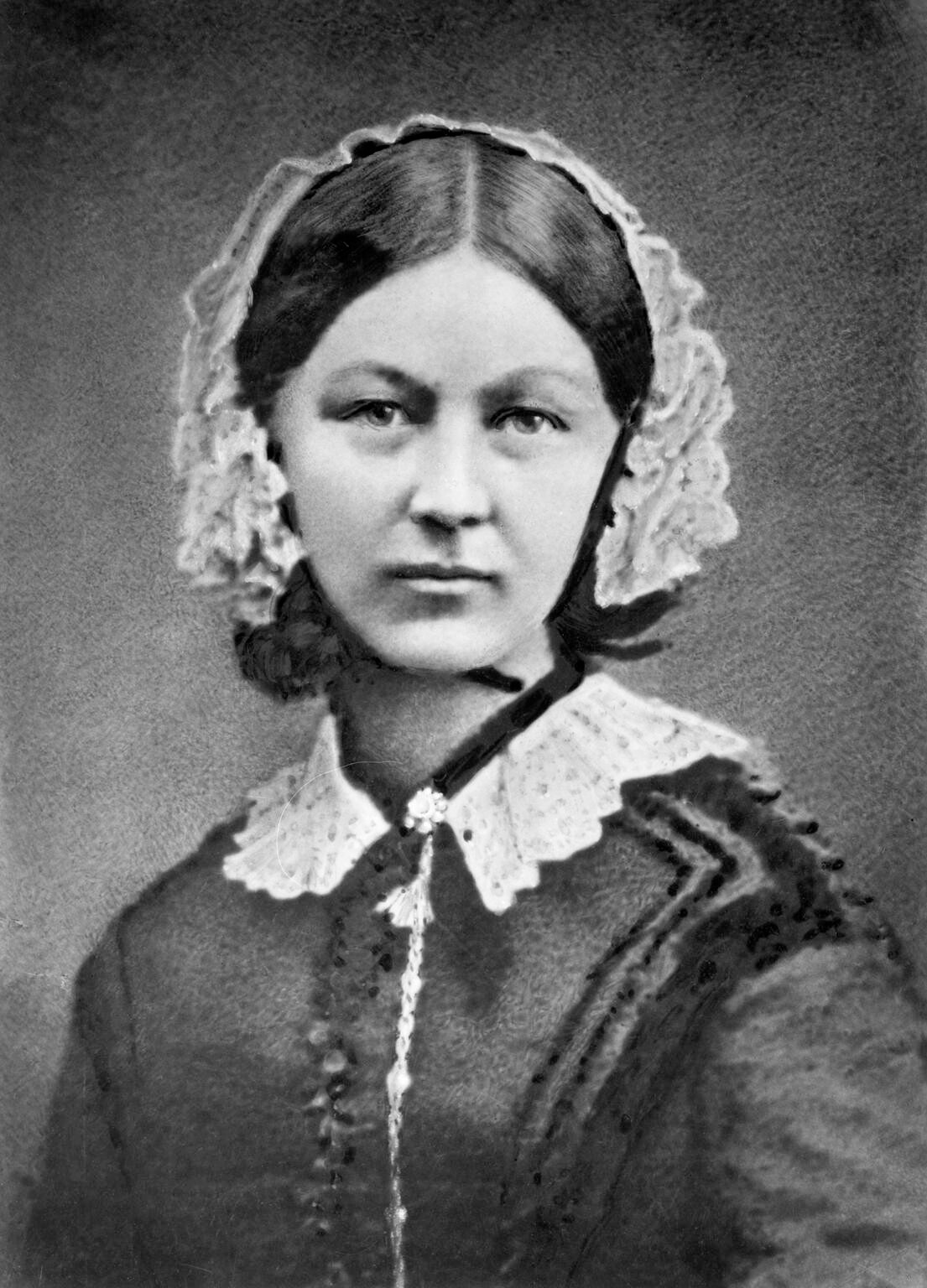
Florence Nightingalová
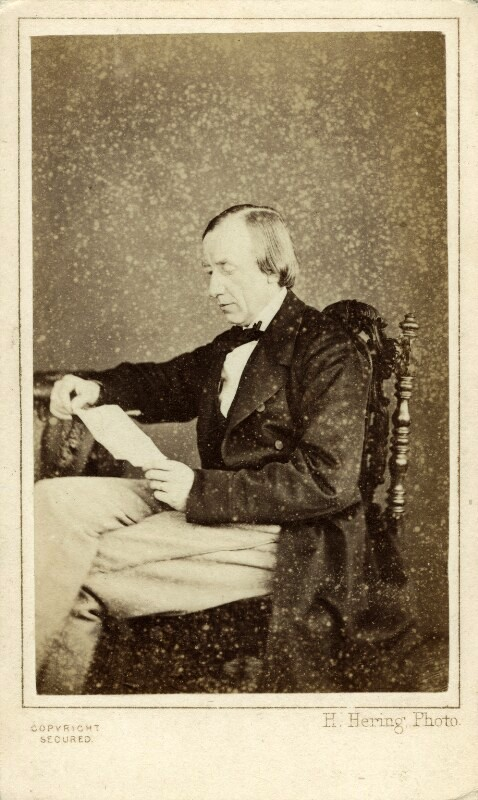
Charles Hallé
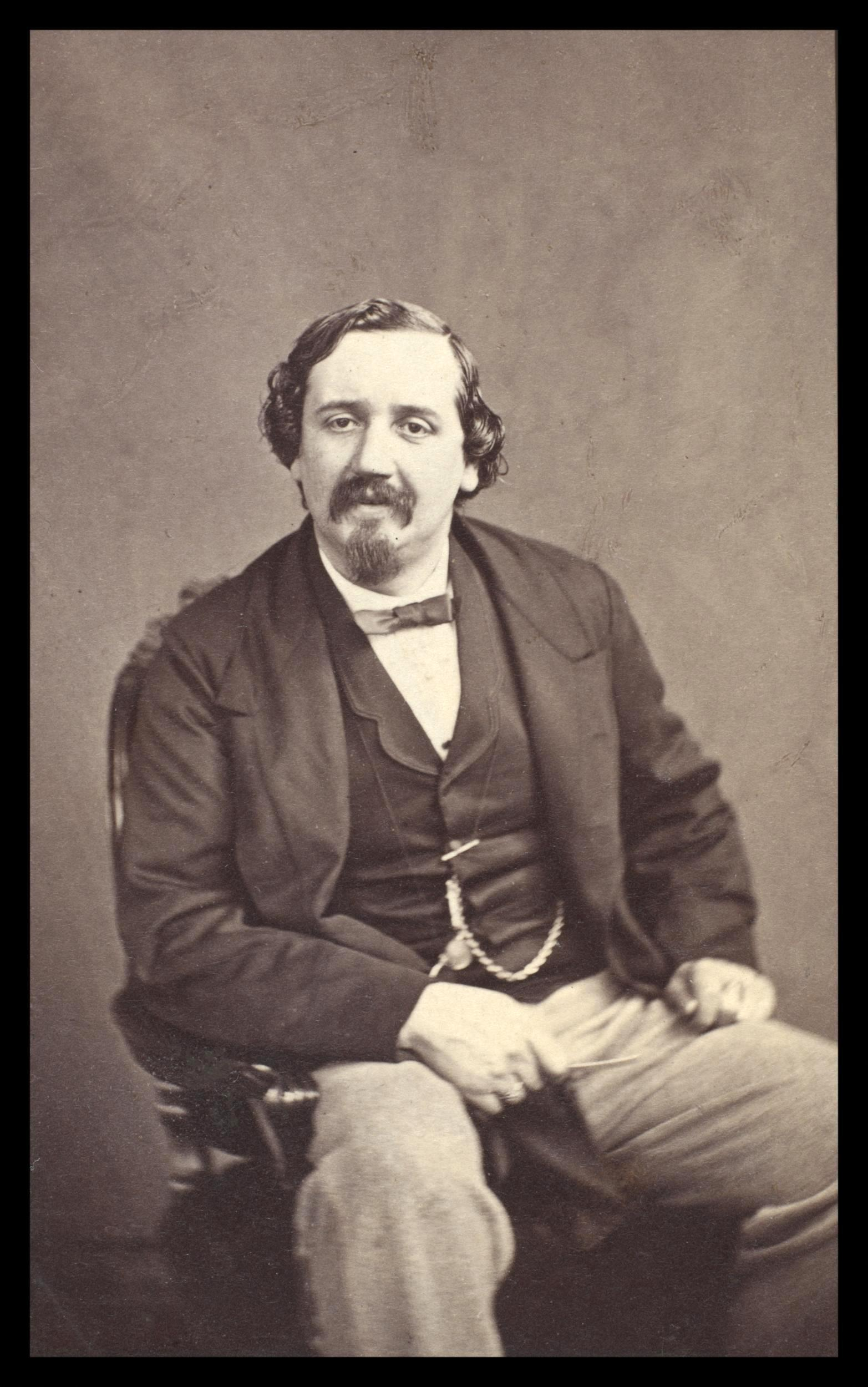
Willoughby Weiss
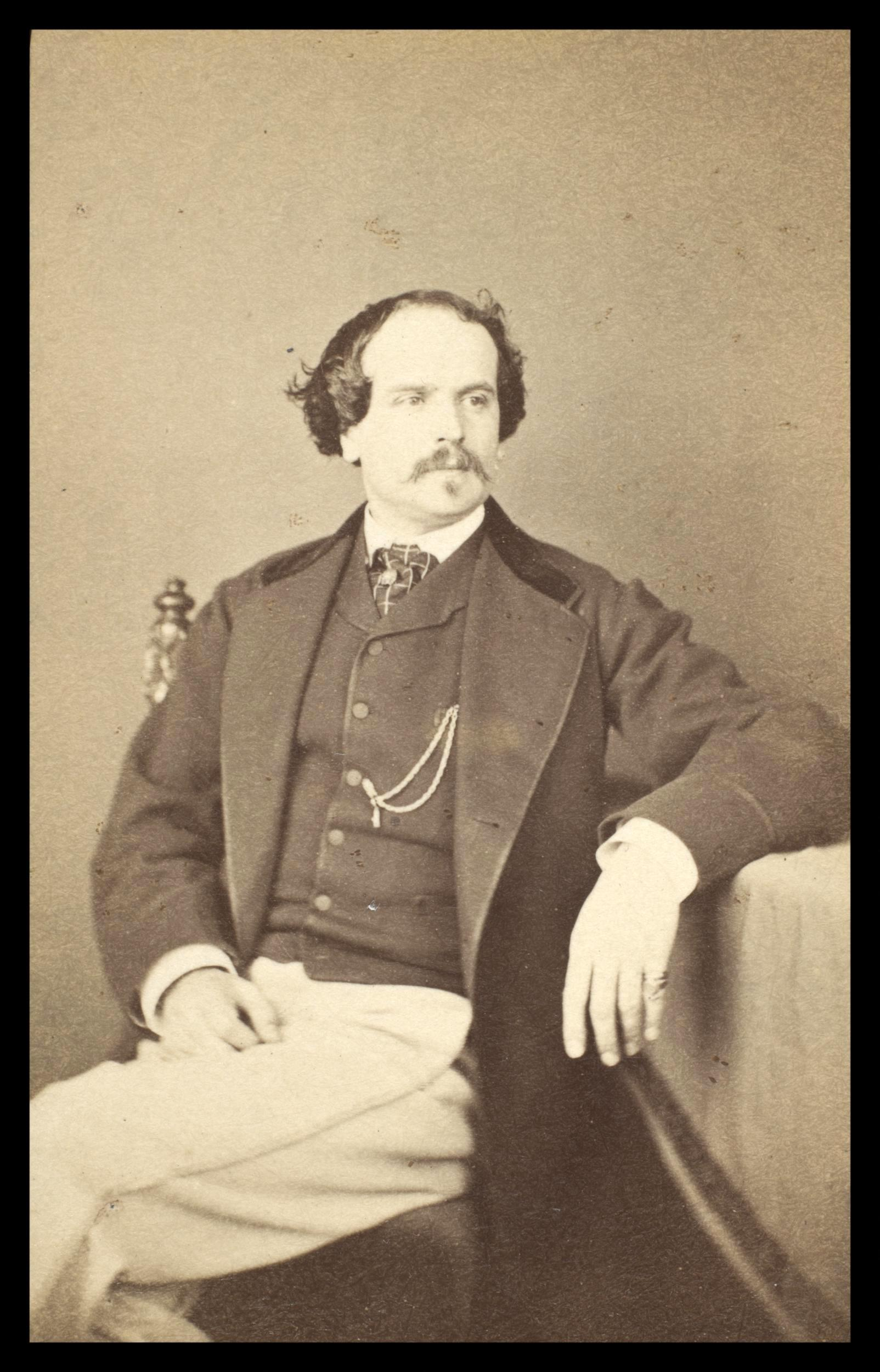
Italo Gardoni
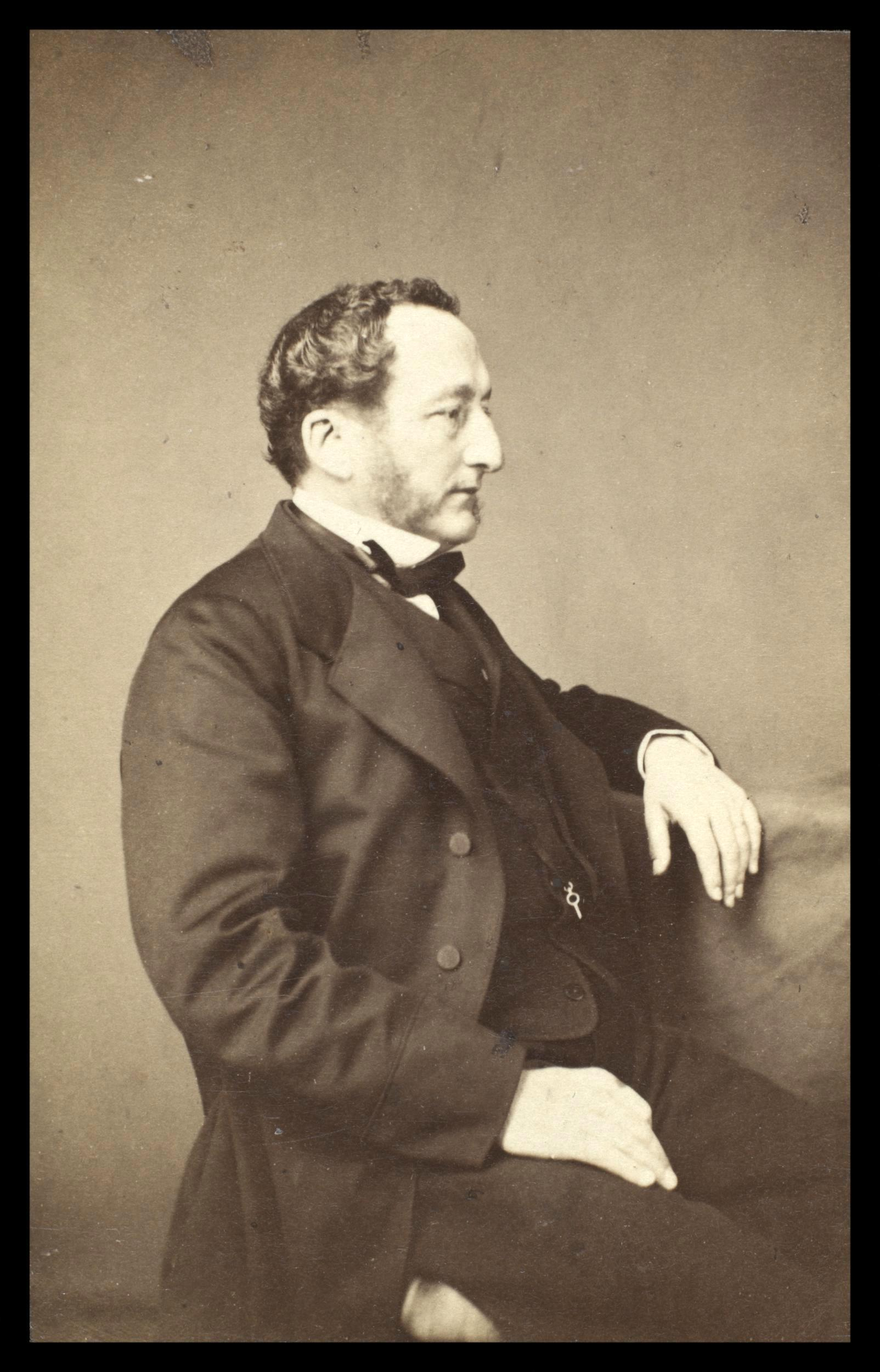
Sigismund Thalberg
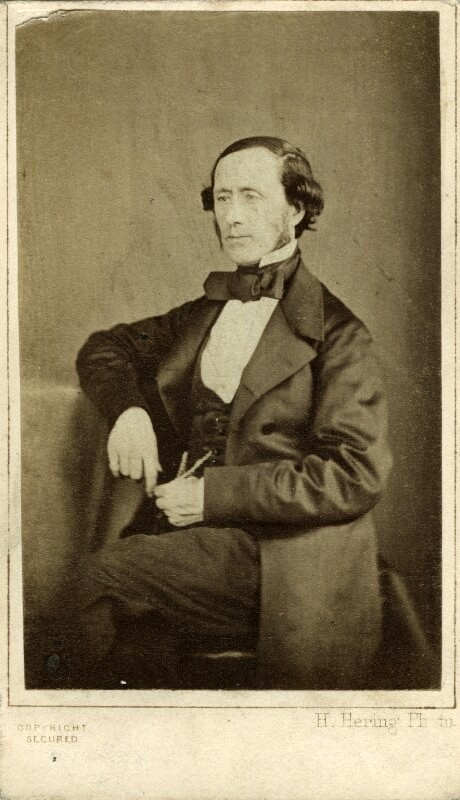
William Sterndale Bennett
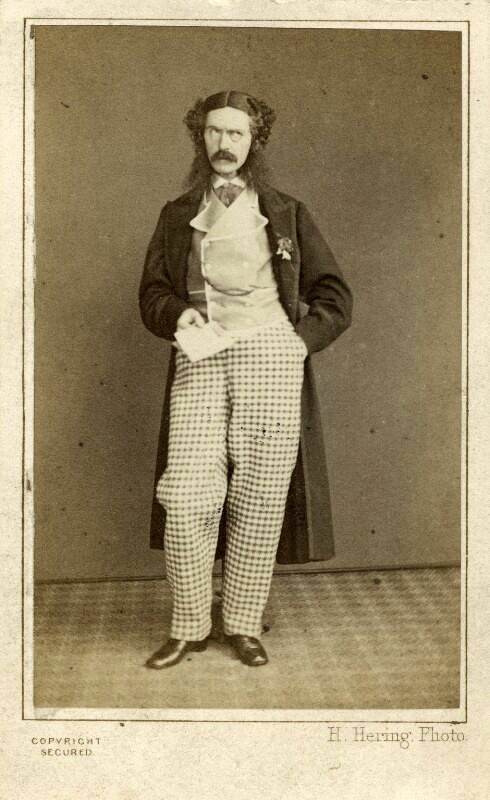
Edward Sothern

## Fotograf šílenců
Bethlem Royal Hospital, založená v roce 1247, je první institucí v Anglii, která se specializovala na péči o duševně nemocné. Na počátku 19 se v Anglii a Francii zrodilo lékařského hnutí, kde byl „hlupák“ uznán jako člověk trpící nemocí a nemoc byla potenciálně léčitelná. „Šílenými azyly“ se stávají psychiatrické léčebny a barbarské techniky brutálního uvěznění s nástupnictví nemocných nahrazují terapeutické pokusy pod vedením Johna Conollyho, prvního profesora medicíny na londýnské univerzitě a autora díla Léčení duševně chorých bez mechanických omezení.
Ve viktoriánských dobách byli lékaři nemocnice velmi aktivní v léčení svých pacientů, kdykoli to bylo možné. Potřebovali udržet objektivní stopy a nové umění fotografie bylo považováno za nezbytný nástroj. Teorie fyziognomie byla velmi populární a mělo se za to, že psychický stav člověka by měl být čitelný vnějšími znaky, které by mohl opravit fotograf. Proto práce Guillauma Duchenna ve Francii, Darwinova a Galtonova v Anglii. Toto hledisko popisuje Dr. Wright, lékař a fotograf, v článku publikovaném ve Fotografickém časopise. Je zjevné, že dnes je nemyslitelné chtít provést psychiatrickou diagnózu z vnějších příznaků, i když se mohou i nadále číst některé emoce ve tváři.
Ředitel Bethlemu, sir Charles Hood, jmenovaný v roce 1850, byl zastáncem morálního zacházení s pacienty, a stejně jako jeho kolega Hugh Welch Diamond hledal objektivní důkaz výhod léčby. Diamond, psychiatr a fotograf, který se stýkal s Henrym Heringem v Královské fotografické společnosti v Londýně, navrhl siru Charlesovi, aby Hering fotografoval pacienty v Bethlemu. V období 1857–1859 Henry Hering fotografoval řadu pacientů z Bethlemova psychiatrického azylu. „Bláznivé“ portréty, které pořídili Diamond a Hering, byly velmi podobné klasickým portrétům londýnských fotografů: jednoduchá kompozice, poněkud statická kvůli dlouhé doby expozice. Jediným rozdílem bylo, že místo toho, aby na sobě lidé měli městské oblečení, měli pacienti na sobě azylové šaty a často se dívali na fotografa s upřímností velmi odlišnou od pohledu na „vizitce“.

### Heringovy klasické portréty
Níže uvedené příklady jsou typické Heringovy klasické portréty. Zde se nejedná o aristokraty ani umělce. Vidíme zjevně normální lidi přicházející do domu fotografa. Všichni jsou to však vrazi, u nichž zákon prohlásil, že za své zločiny nezodpovídají kvůli svému duševnímu stavu v době zločinu.
Možná, že cílem rozkazu ředitele Bethlemu bylo tvrdit, že normální lidé se mohou stát vrahy v důsledku nemoci a po léčbě se mohou znovu stát normálními. Někteří z těchto pacientů po několika letech opustili Bethlem, aby normálně žili ve společnosti.

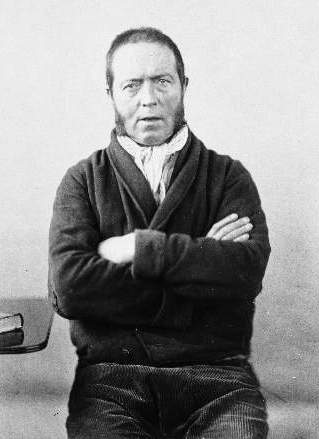
Daniel McNaughton
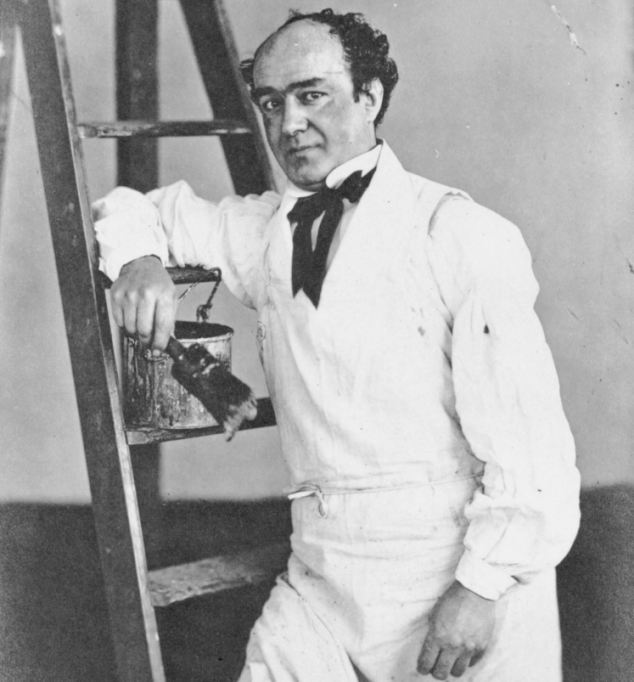
Edward Oxford
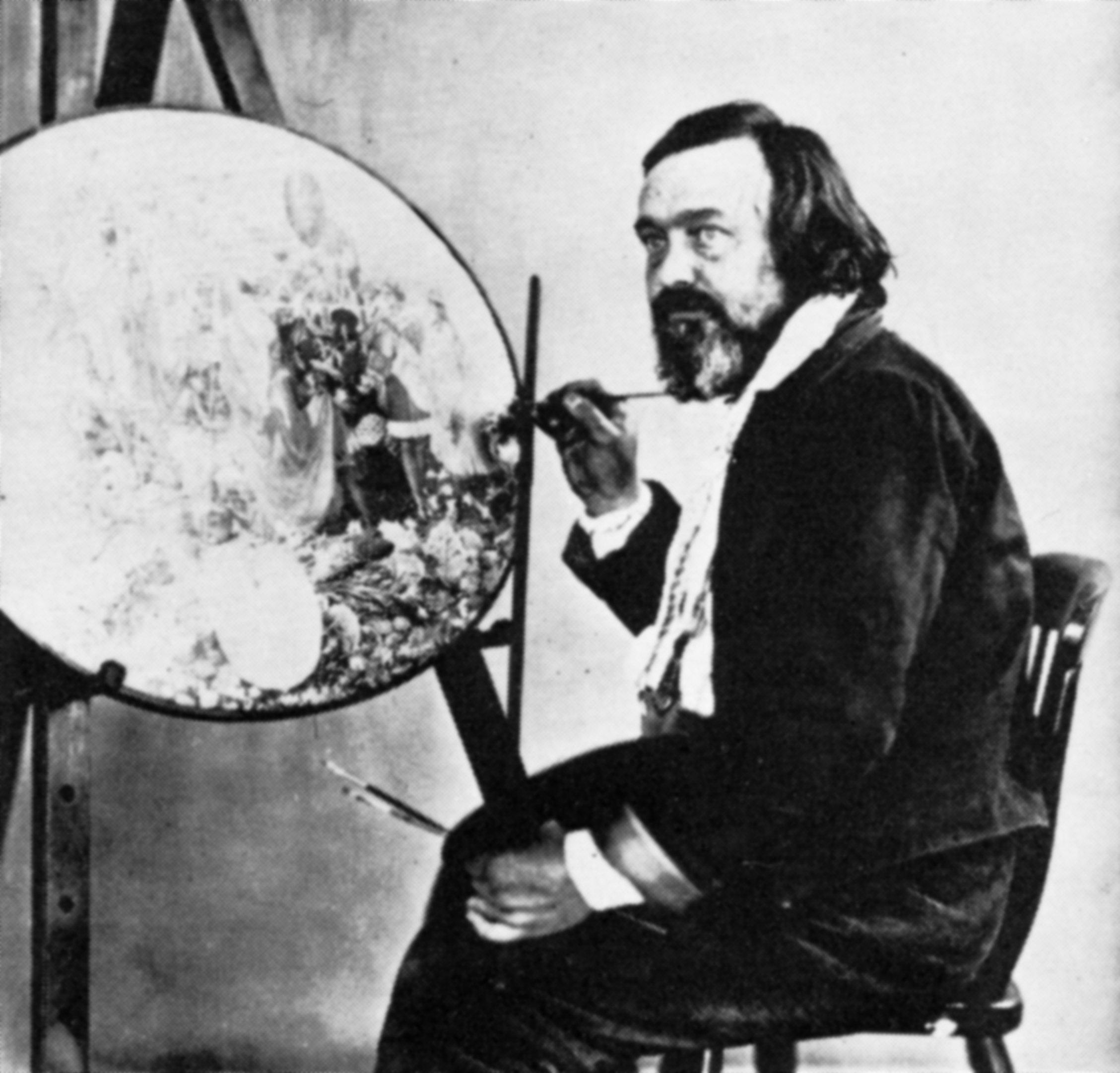
Richard Dadd
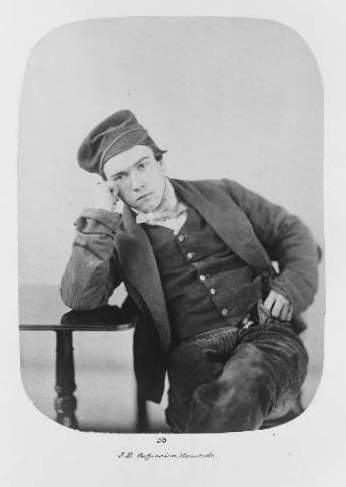
John Payne, homicide
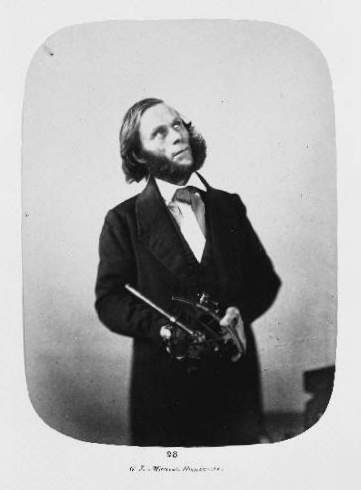
George Johnston, mania homicide
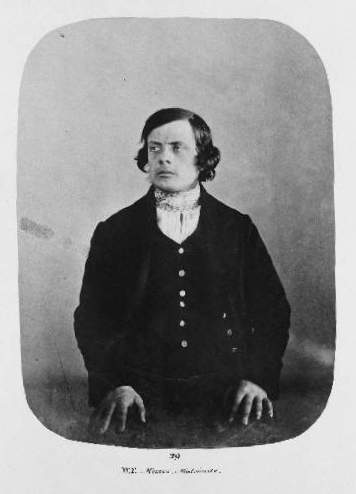
Willam Thomas, mania matricide
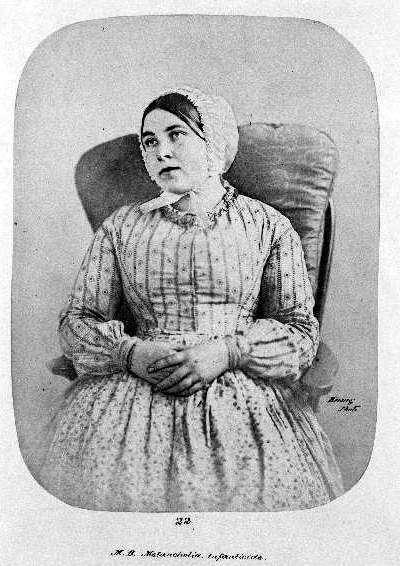
Martha Bacon, melancholia infanticide
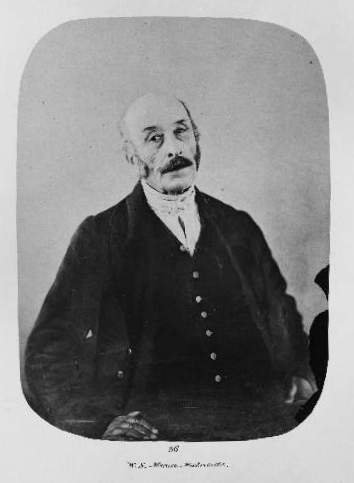
William Sellers

### Portréty
Bethlem Medical Department požádal Heringa, aby pořídil fotografie některých pacientů, jakmile vstoupili do nemocnice, když byli ve stavu velké nouze. U pacientů, jejichž péče zlepšila jejich duševní stav, Hering pořídil druhý obrázek. Tato dvojí série fotografií před a po příchodu pacienta byla určena do archivů nemocnice a představuje jedny z prvních fotografických děl v lékařské dokumentaci. Tyto fotografie, které byly zamýšleny jako objektivní reprezentace šílenství a normality, nesly prostřednictvím inscenace všechny subjektivní znaky viktoriánských morálních představ o normálnosti.

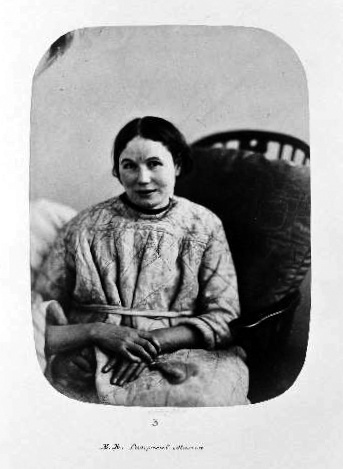
Emma Riches
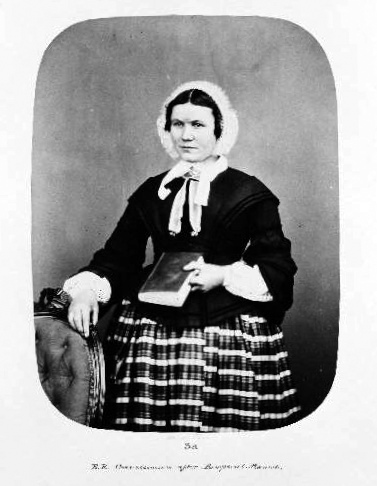
Emma Riches
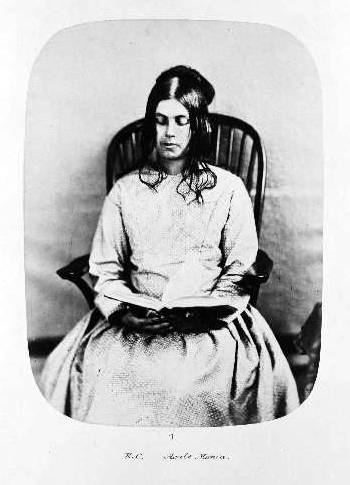
Eliza Camplin
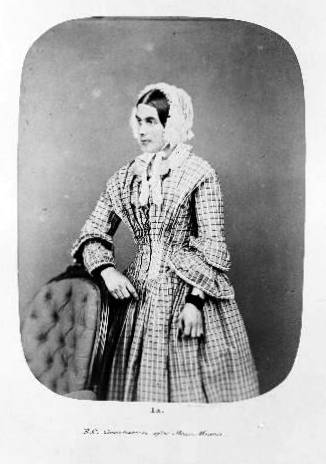
Eliza Camplin
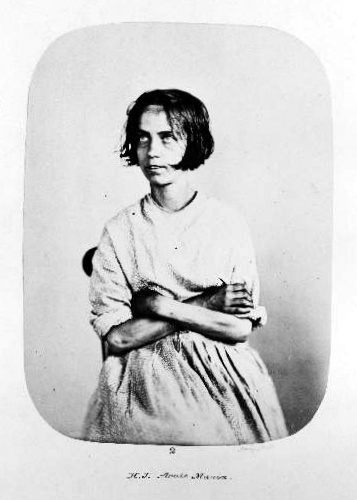
Harriet Jordan
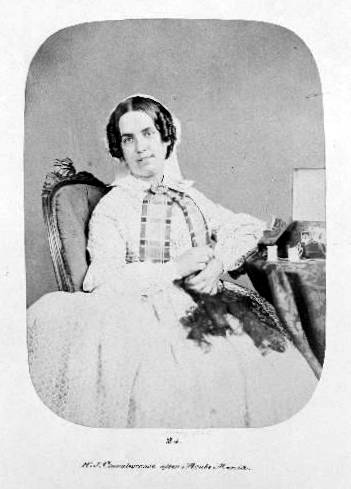
Harriet Jordan

- Emma Richesová byla přijata do nemocnice třikrát nebo čtyřikrát v 50. letech 20. století po každém porodu. Diagnóza byla Puerperal Mania, nyní nazývaná postnatální deprese.
- Eliza Camplin byla přijata v roce 1857 a byla diagnostikována jako „akutní maniakální psychóza“.
- Harriet Jordan byla přijata v roce 1858 a diagnostikována jako „akutní maniakální psychóza“. Opustila nemocnici v říjnu 1858.

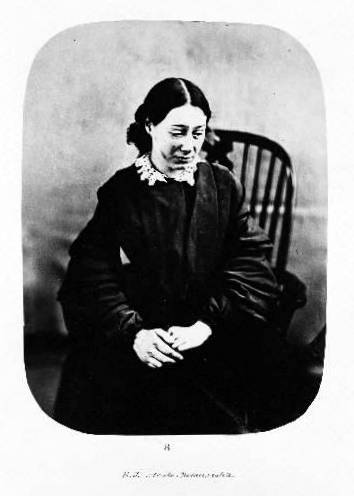
Eliza Josolyne
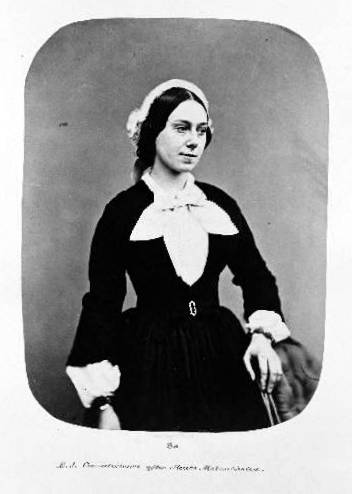
Eliza Josolyne
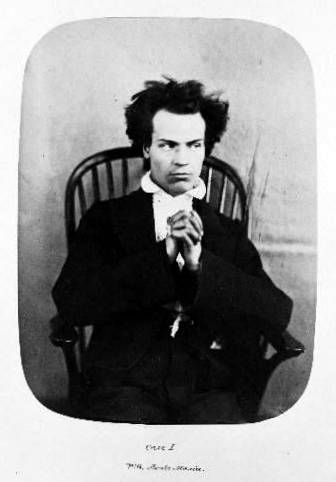
William Thomas Green
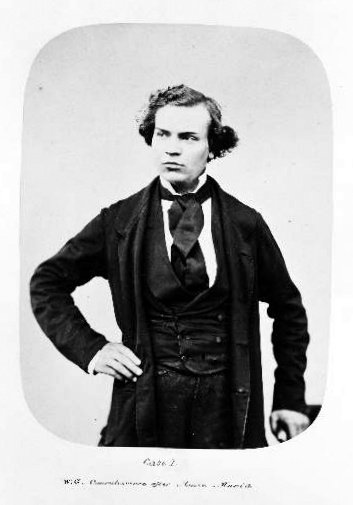
William Thomas Green
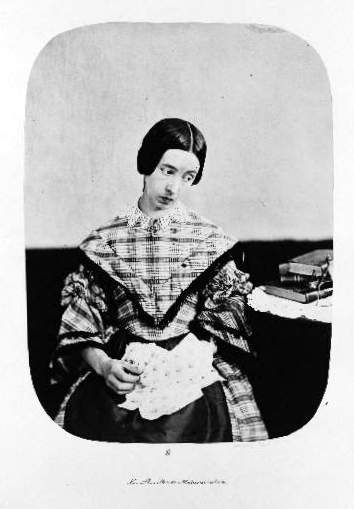
E.A.
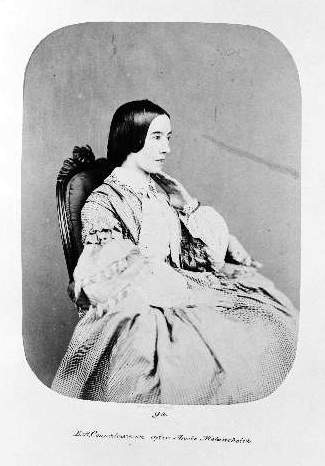
E.A.

- Eliza Josolyne byla přijata v únoru 1857 a diagnostikována „akutní melancholie“. Na začátku pobytu se její stav zlepšil, ale v květnu 1859 došlo ke zhoršení jejího stavu a byla považována za nevyléčitelnou.
- William Green byl přijat v roce 1857 a diagnostikován jako „akutní maniakální psychóza“.
- E. A. byla přijata v únoru 1857 a diagnostikována jako „akutní melancholie“.

### Autorství fotografií
Hering pořídil asi padesát fotografií na žádost Bethlemova ředitele, sira Charlese Hooda. Hood poslal několik fotografií Hering a klinických popisy pacientů do John Connolly, který napsal sérii článků s názvem „Na základě fyziognomie insantity“, publikoval v lékařské Times & Gazette, 1858–1859. Doktor Diamond mu také poskytl řadu fotografií a popisů klinických případů.
Jedenáct z třinácti článků ilustrují litografie podle fotografií. Conolly není ve svých atributech příliš přesný. Litografie je stále připsána a za fotografie hovoří o fotografiích, které poskytl sir Charles Hood, ředitel Bethlemu a fotografie doktora Diamonda. Jediným výslovně zmíněným fotografem je Diamond a všechny fotografie z Bethlemu a Springfieldu jsou mu připisovány až do roku 1990.
Je zřejmé, že nebyl úmysl, ani Conollyho ani Diamonda, přizpůsobit Heringovu práci. Je pravděpodobné, že Conolly nevěděla, kdo byl fotografem, které poskytl Sir Charles Hood, a že jeho poděkování siru Charlesovi Hoodovi stačilo jako projev vděčnosti. Hering sám nevěděl o jejich použití v článcích Conolly. Situace podobná situaci Heringa a M. Romeho ohledně fotografií sira Charlese a Lady Canningové.
Po více než století byly všechny fotografie přisuzovány Hugh Welsh Diamond. Pouze s vydáním anglického překladu Burrowovy a Schumacherovy knihy v roce 1990 byla chyba opravena a bylo zaznamenáno, že fotografie v betlhemských archivech pořídil „fotograf Henry Hering“.